# Frimærkekunst på Færøerne
Frimærkekunst på Færøerne er kendt siden den 1. april 1976 og er en anerkendende kunst på Færøerne samt i internationalt henseende.
Færøske frimærker giver en visuel fortælling om landets natur og kultur samt i begrænset omfang om tilknytningen til Danmark. Motiverne på frimærkerne er ofte inspireret af naturen, historier samt sagn og myter. Endvidere kan motiverne enten beskrives som traditionelle eller tilhørende inden for kategorien samtidskunst.
Hvert år deltager Posta, det færøske postvæsen, i flere internationale udstillinger og dermed skaber øget interesse for kunsten på Færøerne.
Det færøske Europa-frimærke, FO 734, blev nummer to i en stor frimærkekonkurrence. Juryen bestod af syv eksperter, både filatelister og kunstnere, der skulle udvælge det smukkeste frimærke blandt de 55 forskellige Europa-frimærker.
Førstedagsfrimærker på konvolutter er stort samleobjekt både på Færøerne og internationalt.
Normalt udgives der kun frimærker af færøske kunstnere fra Færøerne, men undtagelsesvis har man i 2012 indgået et fælles nordisk projekt, hvor den svenske billedkunstner Jan Håfstrøm (f. 1937) har skabt en parafrase over en færøsk kunstners værk og omvendt, dette projekt har resulteret i to nye frimærker. Den anden kunstner, Edward Fuglø, født på Færøerne i 1965, er en fabulerende og surrealistisk kunstner. Fugløs motiv er et kæmpemæssigt fugleæg, der kan ses dels som et nationalsymbol på fuglefangsten, der er meget udbredt på Færøerne, dels som et symbol på frugtbarhed, natur og fremtidshåb. Fugløs frimærkemotiv er ligeledes en parafrase over et værk produceret af hans svenske kollega Jan Håfstrøm.
Den færøske billedkunstner, Ole Wich er et eksempel på en kunstner, som har bidraget til billedkunsten på adskillige færøske frimærker.
| - Eksempler på færøske frimærker - Det første 2-øresprovisoriet, gengivet på frimærke fra 1979 - 2 øre 1919 - Frimærke fra 2002, Kåret til "2nd most beautiful stamp in Europe" in 2004 - Blå postkasse afløste 1976 den røde danske. 9- og 17-kroners mærker ved 40-års jubilæum 2016 |

| - Posthuse og andet udstyr - Centralposthuset i Torshavn - Hellur, Eysturoy - Det tidligere postkontor i Skálavík på Sandoy, som fungerede 1918-2007. Bygningen huser nu det færøske alkoholmonopol Rúsan, Rúsdrekkasøla Landsins - Postbil - Postkasse i Funningur på Eysturoy (Østerø) |